# Fernando Rech
Fernando Rech (ur. 13 marca 1974) – brazylijski piłkarz występujący na pozycji napastnika.

## Kariera klubowa
Od 1994 do 2007 roku występował w klubach EC Juventude, Olaria, EC Guarani, SE Palmeiras, Yokohama Flügels, SC Internacional, Brisbane Strikers, Parramatta Power, Esportivo i Adelaide United.